# قلعه کوری‌یاما

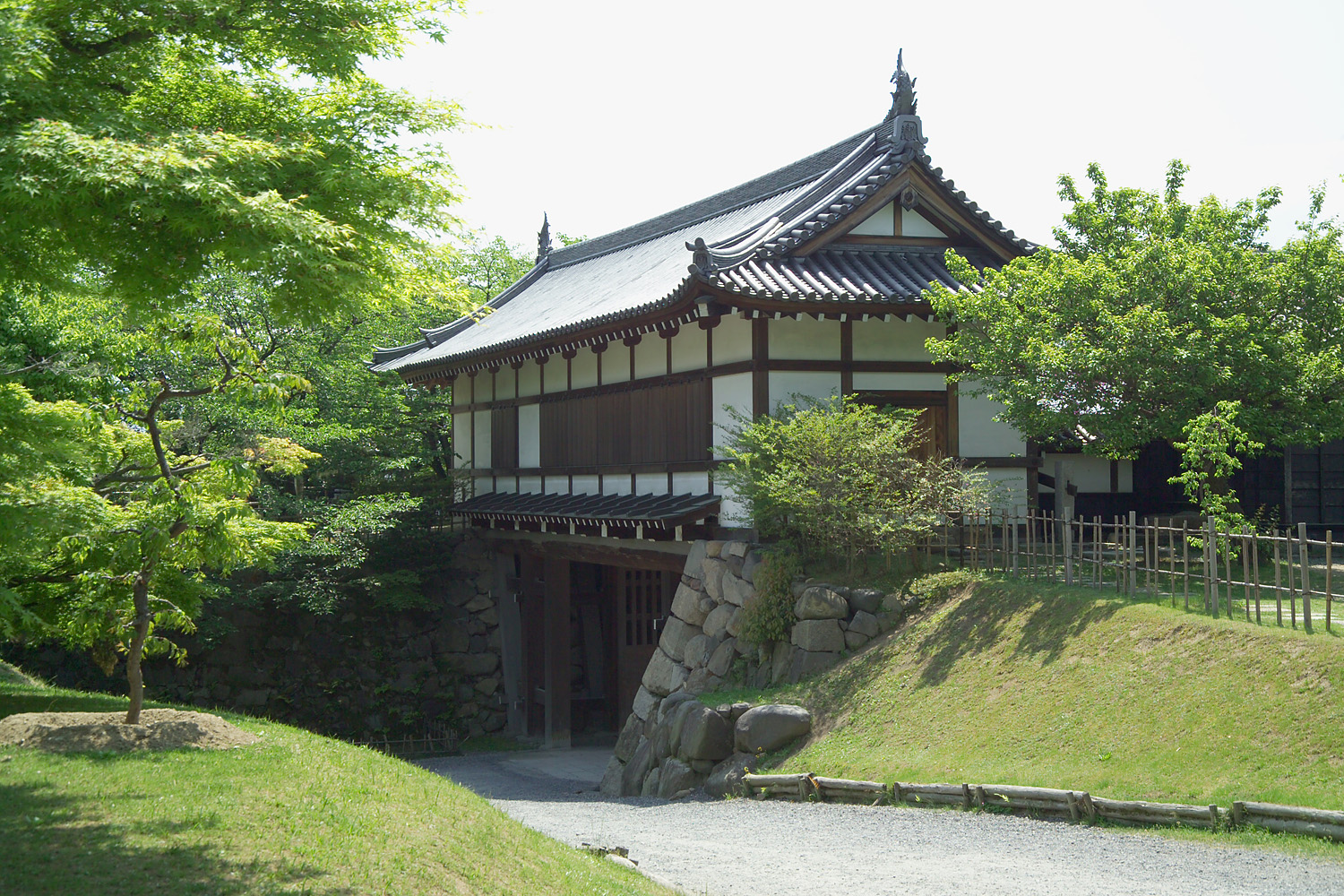
قلعه کوری یاما

قلعه کوری‌یاما (به ژاپنی: 郡山城 Kōriyama-jō) یک قلعه ژاپنی است که (یاماتوکوری‌یاما، نارا، نارا،  ژاپن واقع شده‌است. این قلعه در دوره سنگوکو توسط دایمیو تسوتسوی جونکی ساخته شده‌است.